# 齢5000年の草食ドラゴン、いわれなき邪竜認定
『齢5000年の草食ドラゴン、いわれなき邪竜認定』（よわい5000ねんのそうしょくドラゴン、いわれなきじゃりゅうにんてい）は、榎本快晴による日本のライトノベルおよびそれを原作とするメディアミックス作品。Web版の正式タイトルは『齢5000年の草食ドラゴン、いわれなき邪竜認定〜やだこの生贄、人の話を聞いてくれない〜』。
元々は『小説家になろう』にて2017年6月から2020年6月にかけて連載された作品。内容は、様々な事情から「邪竜」と勘違いされている草食のドラゴンと、そのドラゴンに生贄として差し出された「レーコ」、そしてその周辺の人々が織りなすコメディ。
2018年2月から2019年10月にかけて角川スニーカー文庫から書籍化されたほか（イラスト：しゅがお）、2018年2月から2019年12月にかけてムロコウイチの作画によるコミカライズが『齢5000年の草食ドラゴン、いわれなき邪竜認定〜やだこの生贄、人の話を聞いてくれない〜』のタイトルで『月刊ガンガンJOKER』（スクウェア・エニックス）にて連載された。
2021年には中国内での展開を視野に、bilibiliとKADOKAWAの同国子会社である角川青羽との共同企画が発表され、8月2日に新たに漫画化された（ビリビリ漫画内、漫画担当K7NG）。2022年7月にアニメ化されておりbilibili内で配信。日本では、2023年1月より日本語吹き替えの上、逆輸入という形で放送される。また、それに際し小説家になろうにて放送記念短編が2022年12月から掲載。

## 登場キャラクター
アニメ版担当声優は日本語版を記載。
草食ドラゴン（邪竜レーヴェンディア、邪竜様）
声 - 大塚芳忠
本作の主人公。生まれてから約5000年が経過しており、いわゆる「古龍」と呼ばれてもおかしくない年齢に達している大柄な陸上ドラゴン。漆黒の鱗と蒼い瞳、巨大な体躯で人間から見れば威圧感を醸し出すが、実際は本人曰く「図体の大きい長生きのトカゲ」で臆病かつ草食であり、争いを好まない温厚な性格。戦闘能力は極めて低いが、それでいて弱肉強食の魔族社会を長年生き延びてきたが故の豊富な知識や経験、処世術、見た者の隠された特性まで見抜く観察眼などを持つ。山奥でひっそりと暮らしてきたが、本人が知らぬ間に周囲に住む人々から魔王軍幹部の邪竜として扱われてしまっている。
レーコを送り返そうと村に向かった結果、騒動に巻き込まれた揚句に魔王討伐の旅に強制的に向かわされるなど、作中ではレーコの暴走に振り回されている狂言回しの立ち位置に近いが、一応純粋な子供でもあるレーコを放置せず誰かに預けようとしたりと保護の意思も部分的に示している。
陸上ドラゴンのため翼を持たないが、レーコの魔力によって翼を生やし、空を飛ぶことがある。本来の姿だと非常に目立つため、アリアンテからもらった若返りの妙薬の効果で体を仔馬程度の大きさまで小さくするなど身バレに気を使っているが、肝心な時に効果が切れるなど、あまり意味をなしていない。
アスガ王国の騒動の一件により本当に邪竜としての力を手に入れる事となり物語中盤以降は自ら戦線に立つこととなる。ただし魔法の類は一切使用できないため引き続き肉弾戦のみの闘いとなるのだが自身の想いとは真逆に邪竜としての力のレベルが上がっていき周囲からの期待も高くなっていく事となる。
小説版では「邪竜レーヴェンディア」とキャラ紹介があるが、ガンガンJOKER漫画版では「邪竜様」、アニメ版では「草食ドラゴン」としかキャラ紹介がなされていたがアスガ王国の騒動際に「邪竜レーヴェンディア」と名乗り以降はその名が主流となりつつあるようである
レーコ
声 - 悠木碧
本作のもう一人の主人公。元々は邪竜の住処の近所にある村の村長が、邪竜に捧げる生贄としてどこからか連れてきた少女。しかし、どういうわけか自らを「邪竜様の眷属」であると主張し、それを証明すべくいろいろな場所で暴走を重ねる。自らの身体を邪竜に食べてもらいたがり、そのために様々な策略を重ねるが、大抵は空回りに終わるか「お主の魂を喰った」などとごまかされる。
人間としては桁外れの魔力を持ち、生贄として差し出された際にその魔力を覚醒させた。邪竜曰く「ただの思いこみで覚醒しただけ」であるが、レーコ自身は邪竜様の魔力であるとしている。その強大な魔力により瞳を蒼くし、自己強化から魔力放出、その応用で邪竜様に翼を生やさせるなど大賢者を凌駕する力を発揮する。アリアンテ曰く通常ありえないが仮定的に生まれ持った魔力の素養が本当なら、稚拙な扱い方でひとつ間違えれば自身が魔力に飲まれ強大な邪竜のような存在と化すと言われるほど。
ライオット
声 - 南條愛乃
レーコと同じ村で暮らす男の子で村長の息子。本来の生贄として差し出されるところを親である村長が代わりにレーコを差し出したことで免れている。ライオット自身はそのことを快く思わず、自らレーコを守りに行くことを誓う。
邪竜こと草食ドラゴンに対しては、草食ドラゴンから聡明さを期待されているのに反してレーコをたぶらかす存在として敵視しており果敢に立ち向かう。しかし、レーコからは過去の村からの脱走の手引も含めて邪魔だと思われている。後に、レーコ一行が出奔した後のペリュドーナに立ち寄った際、アリアンテの強さに感銘し弟子として稽古をつけてもらう。
水の聖女
声 - 斉藤朱夏
水色のロングヘアーの小柄な少女。水の都セーレンを水を介して結界を張るなど守護し、邪悪な者を退けている。
その正体は水と泥を操る魔物の一種であり、自身を水の様な姿に変えることができる。
元々魔王軍に所属しており、人間に危害を加えるつもりでいたのだが、人間を襲うつもりが荒野であった地を潤わせて人が住めるようになったことで逆に聖女として信仰された。その後は魔王軍とは関係を経ち、人間と友好的な関係を築いている。
アリアンテ
声 - 宮世真理子
ペリュドーナの女性守備隊長。魔物の大群に襲われていたところに邪竜様とレーコ一行が立ち寄った際に、魔物を一掃した二人に助力を申し込む。
隊長を務めるだけあり魔力の扱い方も熟知しており、レーコの大ざっぱな戦い方から眷属（と思われている）として成りたてであると見抜く。自身は魔王と関係なく邪竜ではないし弱いと自称する草食ドラゴンの言い分が本当かどうかを物理的に試したうえで、草食ドラゴンにレーコの扱いも含めた今後の身の振り方を提案する理解者となる。
狩神
声 - 阪口大助
洞窟にいた冒険者を訓練する神。元は狩猟に関する古き神であったが忘却され一人洞窟にいたところ、うっかり迷い込んでしまった草食ドラゴンに出会い鍛えようとする。しかし人ではない草食ドラゴンではうまくいかず、最終的に力を付ける名目を達成するため彼に何らかの力を付与する。
銀のドラゴン
声 - 小西克幸
魔王軍のドラゴン。水の都セーレンに襲撃を仕掛けるが、たまたま居合わせたレーコに倒される。
虚(うつろ)
声 - ボルケーノ太田
実体を持たない精神の魔物。
ロゼッタ
声 - 野口衣織
ヴァネッサの妹。
ヴァネッサ
声 - 石川由依
アスガの国王。
エドワルド
声 - 石谷春貴
アスガ王国と国王に忠誠を誓う将軍。
プラバス
声 - 茶風林
アスガ国にかつて存在した大魔導士。
謎の使者
声 - 天﨑滉平
黒いローブに身を包み、顔に大きく「X」と書かれた白いマスクをつけている。
漆黒の血の団長
声 - 永塚拓馬

漆黒の血の女
声 - 櫻井もも

## 既刊一覧

### 小説
- 榎本快晴（著）・しゅがお（イラスト）、KADOKAWA〈角川スニーカー文庫〉、全3巻
  - 『齢5000年の草食ドラゴン、いわれなき邪竜認定 〜やだこの生贄、人の話を聞いてくれない〜』2018年2月1日発売[6]、ISBN 978-4-04-106530-3
  - 『齢5000年の草食ドラゴン、いわれなき邪竜認定2 〜だめだこの眷属、どうにかしないと〜』2018年9月1日発売[7]、ISBN 978-4-04-106531-0
  - 『齢5000年の草食ドラゴン、いわれなき邪竜認定3 この子ったら、生き急ぎすぎではない？〜』2019年10月1日発売[8]、ISBN 978-4-04-107977-5

### 漫画
- 榎本快晴（原作）・ムロコウイチ（漫画）・しゅがお（キャラクター原案）『齢5000年の草食ドラゴン、いわれなき邪竜認定〜やだこの生贄、人の話を聞いてくれない〜』スクウェア・エニックス〈ガンガンコミックスJOKER〉、全5巻
  1. 2018年6月13日発売[9]、ISBN 978-4-7575-5743-7
  2. 2018年12月13日発売[10]、ISBN 978-4-7575-5943-1
  3. 2019年4月12日発売[11]、ISBN 978-4-7575-6094-9
  4. 2019年9月21日発売[12]、ISBN 978-4-7575-6311-7
  5. 2020年3月21日発売[13]、ISBN 978-4-7575-6568-5

## アニメ
本作は、日本のライトノベルを原作としながらも、中国内で展開するプロジェクトに連動して、中国内の製作会社およびアニメスタジオによってアニメ化、配信されたという経緯を持つ作品でもある。
2021年7月、KADOKAWAの中国子会社である角川青羽（上海）文化創意有限公司と、中国の動画配信サイト・bilibiliを運営する上海寛娯数碼科技有限公司が、日中合作漫画の制作・配信を行うことを発表し、本作はそのプロジェクトの7作品内の一つに選ばれた。翌8月より、中国版の漫画「食草老龙被冠以恶龙之名　出山入世篇」（作画：K7NG）がbilibili傘下の「ビリビリ漫画」にて先行配信された（全53話、一部番外編含む）。同年11月にはビリビリ漫画と同じく「食草老龙被以恶龙之名」の題名でアニメ化されbilibiliで配信することが発表された。配信は2022年7月30日から10月8日にかけて全12話で行われた。
この時点では「日本国内での配信、日本語吹替版の制作予定はない」としていたが、2022年9月に翌年1月から日本での配信を行うことを発表。日本版はABEMAで独占先行配信が行われることになり、2022年12月30日深夜より配信開始。吹替版はbiibili内においても別枠として配信される。

### スタッフ
- 原作 - 榎本快晴[18]
- キャラクター原案 - しゅがお[18]
- 監督 - 劉思文[18]
- シリーズ構成 - 劉思文、李家傑[18]
- 脚本 - 李家傑[18]
- キャラクターデザイン - 丸子[18]
- 総作画監督 - 王傑鋒、丸子[18]
- 美術監督 - 陳睿雯[18]
- 美術設定 - 鯉躍文化
- 色彩設計 - のぼりはるこ[18]
- 編集 - 謝志豪[18]
- 音楽制作 - 秉音創声
- 作曲 - 楊秉音
- 音響制作 - 音熊聯萌
- アニメーション制作 - LAN STUDIO（瀾映画）[18]
- 製作 - bilibili[18]
- 版権協力 - 角川青羽（上海）文化創意有限公司[18]
- 日本版スタッフ
  - 音響制作 - オンリード
  - 録音スタジオ - スタジオインスパイア
  - 制作 - スターリーキューブ[18]

### 主題歌
「僕らはジーニアス」
斉藤朱夏によるseason1オープニングテーマ。
「buddy」
Amber'sによるseason1エンディングテーマ。
「Brave one」
梟noteによるseason2オープニングテーマ。
「飴色水彩」
MiMiによるseason2エンディングテーマ。

### 配信・放送
| 放送期間                | 放送時間                     | 放送局   | 対象地域 | 備考                                 |
| ----------------------- | ---------------------------- | -------- | -------- | ------------------------------------ |
| 2023年1月6日 - 3月24日  | 金曜 22:30 - 22:45           | AT-X     | 日本全域 | CS放送 / 字幕放送 / リピート放送あり |
| 2023年1月7日 - 3月25日  | 土曜 1:50 - 2:05（金曜深夜） | TOKYO MX | 東京都   |                                      |
| 2023年1月11日 - 3月29日 | 水曜 0:45 - 1:00（火曜深夜） | BSフジ   | 日本全域 | BS/BS4K放送 / 『アニメギルド』枠     |

| 配信開始日     | 配信時間                   | 配信サイト |
| -------------- | -------------------------- | --- |
| 2022年12月31日 | 土曜 1:50（金曜深夜） 更新 | ABEMA |
| 2023年1月7日   | 土曜 1:50（金曜深夜） 更新 | dアニメストア |
| 2023年1月10日  | 火曜 1:50（月曜深夜） 更新 | DMM TV Amazon Prime Video U-NEXT アニメ放題 FOD ふらっと動画 ニコニコチャンネル ビデオマーケット music.jp GYAO!ストア YouTube HAPPY!動画 Rakuten TV GYAO! |
|                | 火曜 2:00（月曜深夜） 更新 | バンダイチャンネル Hulu |
| 2023年1月11日  | 水曜 0:00（火曜深夜） 更新 | TELASA J:COMオンデマンドメガパック auスマートパスプレミアム milplus                                                                                       |

| 放送期間                 | 放送時間                     | 放送局   | 対象地域 | 備考                             |
| ------------------------ | ---------------------------- | -------- | -------- | -------------------------------- |
| 2024年10月4日 - 12月19日 | 金曜 1:05 - 1:20（木曜深夜） | TOKYO MX | 東京都   |                                  |
| 2024年10月9日 - 12月24日 | 水曜 0:30 - 0:45（火曜深夜） | BSフジ   | 日本全域 | BS/BS4K放送 / 『アニメギルド』枠 |

| 配信開始日    | 配信時間        | 配信サイト | 備考         |
| ------------- | --------------- | --- | ------------ |
| 2024年10月2日 | 水曜 11:00 更新 | dアニメストア | 独占先行配信 |
|               |                 | bilibili | アジア圏配信 |
| 2024年10月5日 | 土曜 23:00 更新 | ABEMA Prime Video Lemino アニメタイムズ U-NEXT アニメ放題 ニコニコ DMM TV FOD TELASA J:COM STREAM auスマートパスプレミアム milplus バンダイチャンネル Hulu ビデオマーケット カンテレドーガ music.jp |              |

### ウェブラジオ
『悠木碧の「齢5000年の草食ドラゴン、いわれなき邪竜認定RADIO」』が、2022年12月29日から2023年4月6日まで隔週木曜日に音泉にて配信された。全6回。パーソナリティはレーコ役の悠木碧。音泉プレミアム加入者向けのおまけパートも配信される。

#### ゲスト
- 第3回（1月26日） - 宮世真理子
- 第4回（2月9日） - Amber's
- 第5回（2月23日） - 阪口大助
- 第6回（4月6日） - 大塚芳忠

### ショートアニメ
YouTubeの「草食ドラゴン」公式チャンネルにて、ショートエピソードアニメが逐一公開。bilibili内でも字幕付きで公開される。